# Willians Domingos Fernandes
Willians Domingos Fernandes, mais conhecido como Willians (Praia Grande, 29 de janeiro de 1986), é um ex-futebolista brasileiro que atuava como volante.

## Carreira

### Início
Cria das categorias de base do Santos, Willians surgiu para o futebol profissional no Santo André, em 2007. Pelo time do ABC Paulista, foi titular em duas temporadas, conquistando o vice da Série B em 2008.

### Flamengo
Após ser destaque no Santo André e ter ajudado o clube a subir para Série A de 2009, Williams foi anunciado como novo reforço do Flamengo em 20 de dezembro de 2008, assinando por três anos. Willians, porém, permaneceu no Santo André por mais alguns dias e se representou no clube em 5 de janeiro, devido ao fato de não ter assinado contrato com o rubro-negro. Superado o impasse, no dia seguinte, Williams foi apresentado como novo reforço do Flamengo.
Willians estreou pelo Flamengo contra o Friburguense no Campeonato Carioca de 2009. Contribuiu na conquista deste certame, assim como do Campeonato Brasileiro de 2009 - Série A.
No Brasileirão 2009, Willians terminou o campeonato na liderança da estatística de desarmes, sendo o maior ladrão de bolas daquele certame.
Em 27 de janeiro de 2010, Willians renovou seu contrato com o Flamengo por mais quatro anos, até dezembro de 2014, com uma taxa de rescisão fixada em € 10 milhões. Em março de 2011, Willians renovou seu contrato novamente.

### Udinese
Em 7 de junho de 2012, foi anunciado oficialmente pela Udinese, da Itália, sendo apelidado de "pitbull" e "bulldog". A transferência foi de cerca de 3 milhões de euros (R$ 7,4 milhões), com o Flamengo embolsando 2,59 milhões de reais, equivalente aos 35% dos direitos econômicos que o clube tinha do jogador.
Fez sua estreia com a camisa alvinegra no dia 22 de agosto de 2012 na fase preliminar da Liga dos Campeões contra o Braga, na qual seu time empatou em 1 a 1.

### Internacional
Em 9 de janeiro de 2013, acertou seu retorno ao futebol brasileiro para defender o Internacional, tendo a missão de substituir o argentino Guiñazú. Em sua apresentação, o ex-flamenguista, inclusive chamado no Rio de "pitbull", disse que chegou a Porto Alegre "pronto para morder", numa alusão ao poder de marcação do agora atleta do Libertad, do Paraguai, e em quem Willians se inspira para também fazer história no Colorado.
Depois de se contundir em 9 de fevereiro, diante do Pelotas, pelo Gauchão, ficou aproximadamente um mês fora dos gramados. O volante retornou às atividades contra o Canoas, na abertura da Taça Farroupilha. Durante a Copa do Brasil, virou titular absoluto de Dunga e até marcando gols.

### O mais violento do Brasil
Em pesquisa realizada pelo portal UOL Esporte em dezembro de 2014, Willians foi escolhido por outros jogadores, o mais violento do país.

### Cruzeiro
Em 2 de fevereiro de 2015 foi contratado pelo Cruzeiro por três temporadas.

### Corinthians
No dia 2 de fevereiro de 2016, foi apresentado pelo Corinthians com a missão de substituir o ídolo Ralf, com a camisa número 5.

## Estatísticas
Atualizado em 12 de setembro de 2016
| Clube             | Ano/Temporada     | Campeonato Nacional | Campeonato Nacional | Copa Nacional | Copa Nacional | Copa Continental | Copa Continental | Copa Sulamericana/Liga Europa | Copa Sulamericana/Liga Europa | Campeonatos Estaduais | Campeonatos Estaduais | Total | Total |
| Clube             | Ano/Temporada     | Jogos               | Gols                | Jogos         | Gols          | Jogos            | Gols             | Jogos                         | Gols                          | Jogos                 | Gols                  | Jogos | Gols  |
| ----------------- | ----------------- | ------------------- | ------------------- | ------------- | ------------- | ---------------- | ---------------- | ----------------------------- | ----------------------------- | --------------------- | --------------------- | ----- | ----- |
| Santo André       | 2007              | 27                  | 2                   | -             | -             | -                | -                | -                             | -                             | -                     | -                     | 27    | 2     |
| Santo André       | 2008              | 30                  | 3                   | -             | -             | -                | -                | -                             | -                             | -                     | -                     | 30    | 3     |
| Total pelo clube  | Total pelo clube  | 57                  | 5                   | -             | -             | -                | -                | -                             | -                             | -                     | -                     | 57    | 5     |
| Flamengo          | 2009              | 31                  | 1                   | 6             | 1             | -                | -                | 2                             | 0                             | 17                    | 1                     | 56    | 3     |
| Flamengo          | 2010              | 29                  | 0                   | -             | -             | 9                | 0                | -                             | -                             | 12                    | 0                     | 50    | 0     |
| Flamengo          | 2011              | 31                  | 1                   | 6             | 1             | -                | -                | 3                             | 0                             | 17                    | 0                     | 57    | 2     |
| Flamengo          | 2012              | 0                   | 0                   | -             | -             | 6                | 0                | -                             | -                             | 8                     | 0                     | 13    | 0     |
| Total pelo clube  | Total pelo clube  | 91                  | 2                   | 12            | 2             | 15               | 0                | 5                             | 0                             | 54                    | 1                     | 176   | 5     |
| Udinese           | 2012              | 5                   | 0                   | 7             | 0             | 0                | 0                | -                             | -                             | -                     | -                     | 12    | 0     |
| Total pelo clube  | Total pelo clube  | 5                   | 0                   | 7             | 0             | 0                | 0                | -                             | -                             | -                     | -                     | 12    | 0     |
| Internacional     | 2013              | 31                  | 3                   | 8             | 0             | -                | -                | -                             | -                             | 8                     | 1                     | 47    | 4     |
| Internacional     | 2014              | 28                  | 0                   | 4             | 0             | -                | -                | 1                             | 0                             | 10                    | 0                     | 43    | 0     |
| Total pelo clube  | Total pelo clube  | 59                  | 3                   | 12            | 0             | 0                | 0                | 1                             | 0                             | 18                    | 1                     | 121   | 4     |
| Cruzeiro          | 2015              | 29                  | 2                   | 0             | 0             | 9                | 0                | -                             | -                             | 3                     | 0                     | 41    | 2     |
| Total pelo clube  | Total pelo clube  | 29                  | 2                   | 0             | 0             | 9                | 0                | 0                             | 0                             | 3                     | 0                     | 41    | 2     |
| Corinthians       | 2016              | 5                   | 0                   | 1             | 0             | 4                | 0                | 0                             | 0                             | 9                     | 0                     | 19    | 0     |
| Total pelo clube  | Total pelo clube  | 5                   | 0                   | 1             | 0             | 4                | 0                | 0                             | 0                             | 9                     | 0                     | 19    | 0     |
| Total na carreira | Total na carreira | 246                 | 12                  | 32            | 2             | 28               | 0                | 6                             | 0                             | 84                    | 2                     | 426   | 16    |

- Em 2007 e 2008, Willians jogou pelo Santo André na Série B do Brasileiro.

## Títulos
Santo André
- Campeonato Paulista Série A2: 2008

Flamengo
- Taça Guanabara: 2011
- Taça Rio: 2009, 2011
- Campeonato Carioca: 2009, 2011
- Campeonato Brasileiro: 2009

Internacional
- Taça Piratini: 2013
- Taça Farroupilha: 2013
- Campeonato Gaúcho: 2013, 2014

Cruzeiro
- Campeonato Mineiro de Futebol: 2018

Nova Mutum
- Campeonato Mato-Grossense de Futebol: 2020[17]

### Conquistas Individuais
- 3° Melhor Volante do Brasileirão[18]: 2009, 2010
- Jogador com maior número de desarmes: Brasileirão Série B 2008[19], Brasileirão 2009[8], Cariocão de 2010[20], Cariocão de 2011[21], Brasileirão 2013[22].
- Melhor Volante do Campeonato Carioca: 2010, 2011
- Melhor Volante do Campeonato Gaúcho: 2014